# Garlic Jr.
Garlic Jr. is een personage uit Dragon Ball Z.
Hij is een wezen van de planeet Makyo Star, die in de Dragon Ball Z-film Dead Zone naar de aarde komt om de Dragon Balls te vinden. Hij vindt ze allemaal en wordt onsterfelijk. Met zijn nieuwe krachten verslaat hij Goku en Piccolo, maar Gohan wordt hierdoor kwaad en gooit hem in een portaal naar de Dead Zone, dat hij zelf had geopend. De Dead Zone is een lege dimensie waar niets is.
Garlic Jr. komt opnieuw voor in de Garlic Jr. Saga, waarin hij ontsnapt uit de Dead Zone door de kracht van zijn thuisplaneet Makyo Star. Dan verovert hij samen met zijn handlangers, de Spice Boys, Kami's paleis. Gohan, Krillin en Piccolo vallen hem echter aan en doden de Spice Boys. Garlic Jr. ziet zich dan genoodzaakt om opnieuw de Dead Zone te openen, maar wanneer Gohan de Makyo Star vernietigt, verliest Garlic Jr. veel van zijn oorspronkelijke kracht en wordt hij opnieuw opgenomen in de Dead Zone.
Garlic Jr. is het enige personage in Dragon Ball Z dat onsterfelijk wordt.